# Melanchrous
Melanchrous is een geslacht van kevers uit de familie van de loopkevers (Carabidae). De wetenschappelijke naam van het geslacht is voor het eerst geldig gepubliceerd in 1940 door Andrewes.

## Soorten
Het geslacht Melanchrous omvat de volgende soorten:
- Melanchrous africanus (Straneo, 1940)
- Melanchrous celisi Straneo, 1962
- Melanchrous flavipes (Motschulsky, 1866)
- Melanchrous florens (Andrewes, 1929)
- Melanchrous obesus (Andrewes, 1938)
- Melanchrous schoutedeni (Straneo, 1943)